# Hyssia nephrosticta
Hyssia nephrosticta är en fjärilsart som beskrevs av Dyar 1912. Hyssia nephrosticta ingår i släktet Hyssia och familjen nattflyn. Inga underarter finns listade i Catalogue of Life.